# Roger Gillot
Pour les articles homonymes, voir Gillot.
Roger Gillot, né le 12 juin 1911 à Paris et mort le 28 mai 1997 à Lormes dans la Nièvre, est un homme politique français.

## Biographie
Fils d'un camionneur de la région parisienne , installé dans la Nièvre dans les années 1920, Roger Gillot y est agriculteur, au Montour-par-Brassy, et s'engage dans l'action militante au sein de la confédération générale des paysans travailleurs et du parti communiste, auquel il adhère en 1936.
Candidat dans le canton de Lormes en 1937, il obtient moins de 10 % des voix.
Engagé dans la résistance, il est arrêté en 1944 par la Gestapo, et déporté à Dachau.
Candidat en troisième position sur la liste communiste lors des élections de l'assemblée constituante, en 1945 et 1946, il est appelé à remplacer Louis Bernard après qu'un accident de la route lui a coûté la vie, en septembre. Il ne siège cependant que brièvement, n'étant pas réélu en novembre.
Par la suite, il sera candidat malheureux aux sénatoriales de 1948 et 1952, aux cantonales de 1951, ainsi qu'aux législatives de 1956 et 1958.

## Détail des fonctions et des mandats
Mandat parlementaire
- 12 septembre 1946 - 27 novembre 1946 : Député de la Nièvre